# 2023年ラスベガスグランプリ
2023年ラスベガスグランプリ（英: 2023 Las Vegas Grand Prix、正式名称: Formula 1 Heineken Silver Las Vegas Grand Prix 2023）は、2023年のF1世界選手権第22戦として、2023年11月18日にラスベガス・ストリップ・サーキットで開催された。

## 背景
開催に至る経緯
ラスベガスでは1981年から1982年にかけて、シーザーズ・パレスホテルの駐車場に作られたシーザーズ・パレス・グランプリ・サーキットで「シーザーズ・パレスグランプリ」が開催されていた。それから40年後の2022年3月31日、前述したシーザーズ・パレスをはじめとしたホテルやカジノが並ぶラスベガス・ストリップに新設されるサーキットで、翌2023年から「ラスベガスグランプリ」の開催が決定した。アメリカグランプリ（オースティン）とマイアミグランプリ（マイアミ）に続き、アメリカ合衆国で3つ目のグランプリ開催となる。決勝は現地時刻で土曜日の22時から行われる。決勝が日曜日に行われないのは1985年南アフリカグランプリ以来38年ぶりである。
タイヤ
ピレリが持ち込んだドライ用タイヤのコンパウンドはハード（白）：C3、ミディアム（黄）：C4、ソフト（赤）：C5のソフト寄りの組み合わせ。
| ドライ用   | ドライ用       | ドライ用   | ウェット用           | ウェット用   |
| C3         | C4             | C5         | インターミディエイト | フルウェット |
| ---------- | -------------- | ---------- | -------------------- | ------------ |
| （ハード） | （ミディアム） | （ソフト） | （小雨用）           | （大雨用）   |
DRS：2箇所
※（　）内は検知ポイント
- DRS1：ターン4の20m先から（ターン2の10m先）
- DRS2：ターン14の820m手前から（ターン12の710m先）

## エントリー
前戦から変更なし。

## フリー走行

### FP1
2023年11月16日 20:30 PST (UTC-8)
- 路面状況：ドライ[1]

開始8分にカルロス・サインツがターン14の手前でストップし、赤旗が出された。マンホールカバー周辺のコンクリートのフレームが破損したことによりサインツとエステバン・オコンのマシンは大きく破損してしまった。これにより、コース上のマンホール全てについて調査を行う必要が生じたためセッションはそのまま終了され、FP2の開始も遅れることになった。

### FP2
2023年11月17日 02:30 PST (UTC-8) ※当初の開始時刻は00:00
- 路面状況：ドライ[1]

コース上のマンホール全てを調査した影響により開始が2時間半遅れ、セッションの時間も90分に延長された。この遅延によって警備員が不在となったため、セッションは無観客で行われた。
FP1でマシンに大きなダメージを負ったサインツはサバイバルセルとパワーユニットのコンポーネント（エンジン（ICE） / エナジーストア（ES） / コントロールエレクトロニクス（CE））を交換しなければならず、このうちエナジーストアは年間の上限を超える3基目であったため、10グリッド降格が決まった。

### FP3
2023年11月17日 20:30 PST (UTC-8)
- 路面状況：ドライ[1]

### フリー走行の結果
| 順位  | ドライバー         | コンストラクター | タイム   |
| ----- | ------------------ | ---------------- | -------- |
| 1     | C.ルクレール       | フェラーリ       | 1:40.909 |
| 2     | N.ヒュルケンベルグ | ハース           | 1:43.446 |
| 3     | K.マグヌッセン     | ハース           | 1:44.261 |
| 4     | M.フェルスタッペン | レッドブル       | 1:44.397 |
| 5     | E.オコン           | アルピーヌ       | 1:45.365 |
| 出典: |                    |                  |          |

| 順位  | ドライバー             | コンストラクター   | タイム   |
| ----- | ---------------------- | ------------------ | -------- |
| 1     | C.ルクレール           | フェラーリ         | 1:40.909 |
| 2     | C.サインツ             | フェラーリ         | 1:35.782 |
| 3     | フェルナンド・アロンソ | アストンマーティン | 1:35.793 |
| 4     | S.ペレス               | レッドブル         | 1:36.085 |
| 5     | V.ボッタス             | アルファロメオ     | 1:36.129 |
| 出典: |                        |                    |          |

| FP3 \| 順位 \| ドライバー \| コンストラクター \| タイム \| \| ------------ \| ---------------------- \| ---------------- \| -------- \| \| 1 \| G.ラッセル \| メルセデス \| 1:34.093 \| \| 2 \| O.ピアストリ \| マクラーレン \| 1:34.491 \| \| 3 \| ローガン・サージェント \| ウィリアムズ \| 1:34.645 \| \| 4 \| M.フェルスタッペン \| レッドブル \| 1:34.653 \| \| 5 \| S.ペレス \| レッドブル \| 1:34.706 \| \| 出典: [W 18] \| \| \| \| | - 注: いずれもトップ5まで掲載。 |                  |          |
| 順位 | ドライバー                      | コンストラクター | タイム   |
| 1 | G.ラッセル                      | メルセデス       | 1:34.093 |
| 2 | O.ピアストリ                    | マクラーレン     | 1:34.491 |
| 3 | ローガン・サージェント          | ウィリアムズ     | 1:34.645 |
| 4 | M.フェルスタッペン              | レッドブル       | 1:34.653 |
| 5 | S.ペレス                        | レッドブル       | 1:34.706 |
| 出典: |                                 |                  |          |

## 予選
2023年11月18日 00:00 PST (UTC-8)
- 路面状況：ドライ[1]

### 予選結果
| 順位                | No. | ドライバー                 | コンストラクター                        | Q1       | Q2       | Q3       | Grid |
| ------------------- | --- | -------------------------- | --------------------------------------- | -------- | -------- | -------- | ---- |
| 1                   | 16  | シャルル・ルクレール       | フェラーリ                              | 1:33.617 | 1:32.775 | 1:32.726 | 1    |
| 2                   | 55  | カルロス・サインツ         | フェラーリ                              | 1:33.851 | 1:33.338 | 1:32.770 | 12 1 |
| 3                   | 1   | マックス・フェルスタッペン | レッドブル-ホンダ・RBPT                 | 1:34.190 | 1:33.572 | 1:33.104 | 2    |
| 4                   | 63  | ジョージ・ラッセル         | メルセデス                              | 1:34.137 | 1:33.351 | 1:33.112 | 3    |
| 5                   | 10  | ピエール・ガスリー         | アルピーヌ-ルノー                       | 1:34.272 | 1:33.494 | 1:33.239 | 4    |
| 6                   | 23  | アレクサンダー・アルボン   | ウィリアムズ-メルセデス                 | 1:34.634 | 1:33.588 | 1:33.323 | 5    |
| 7                   | 2   | ローガン・サージェント     | ウィリアムズ-メルセデス                 | 1:34.525 | 1:33.733 | 1:33.513 | 6    |
| 8                   | 77  | バルテリ・ボッタス         | アルファロメオ-フェラーリ               | 1:34.305 | 1:33.809 | 1:33.525 | 7    |
| 9                   | 20  | ケビン・マグヌッセン       | ハース-フェラーリ                       | 1:34.337 | 1:33.664 | 1:33.537 | 8    |
| 10                  | 14  | フェルナンド・アロンソ     | アストンマーティン・アラムコ-メルセデス | 1:34.422 | 1:33.617 | 1:33.555 | 9    |
| 11                  | 44  | ルイス・ハミルトン         | メルセデス                              | 1:34.307 | 1:33.837 | n/a      | 10   |
| 12                  | 11  | セルジオ・ペレス           | レッドブル-ホンダ・RBPT                 | 1:34.574 | 1:33.855 | n/a      | 11   |
| 13                  | 27  | ニコ・ヒュルケンベルグ     | ハース-フェラーリ                       | 1:34.265 | 1:33.979 | n/a      | 13   |
| 14                  | 18  | ランス・ストロール         | アストンマーティン・アラムコ-メルセデス | 1:34.504 | 1:34.199 | n/a      | 19 2 |
| 15                  | 3   | ダニエル・リカルド         | アルファタウリ-ホンダ・RBPT             | 1:34.683 | 1:34.308 | n/a      | 14   |
| 16                  | 4   | ランド・ノリス             | マクラーレン-メルセデス                 | 1:34.703 | n/a      | n/a      | 15   |
| 17                  | 31  | エステバン・オコン         | アルピーヌ-ルノー                       | 1:34.834 | n/a      | n/a      | 16   |
| 18                  | 24  | 周冠宇                     | アルファロメオ-フェラーリ               | 1:34.849 | n/a      | n/a      | 17   |
| 19                  | 81  | オスカー・ピアストリ       | マクラーレン-メルセデス                 | 1:34.850 | n/a      | n/a      | 18   |
| 20                  | 22  | 角田裕毅                   | アルファタウリ-ホンダ・RBPT             | 1:36.447 | n/a      | n/a      | 20   |
| 107% time: 1:40.170 |     |                            |                                         |          |          |          |      |
| 出典:               |     |                            |                                         |          |          |          |      |

追記
- ^1 - サインツはFP2で年間上限を超えるパワーユニットのエレメント（3基目のエナジーストア（ES））[注 3]に交換したため10グリッド降格[W 15][1]
- ^2 - ストロールはFP3で黄旗下において減速を怠ったため5グリッド降格[W 21]

## 決勝
2023年11月18日 22:00 PST (UTC-8)
- 路面状況：ドライ[1]

### レース結果
| 順位  | No. | ドライバー                 | コンストラクター                        | 周回数 | タイム/リタイア原因 | Grid | Pts. |
| ----- | --- | -------------------------- | --------------------------------------- | ------ | ------------------- | ---- | ---- |
| 1     | 1   | マックス・フェルスタッペン | レッドブル-ホンダ・RBPT                 | 50     | 1:29:08.289         | 2    | 25   |
| 2     | 16  | シャルル・ルクレール       | フェラーリ                              | 50     | +2.070              | 1    | 18   |
| 3     | 11  | セルジオ・ペレス           | レッドブル-ホンダ・RBPT                 | 50     | +2.241              | 11   | 15   |
| 4     | 31  | エステバン・オコン         | アルピーヌ-ルノー                       | 50     | +18.665             | 16   | 12   |
| 5     | 18  | ランス・ストロール         | アストンマーティン・アラムコ-メルセデス | 50     | +20.067             | 19   | 10   |
| 6     | 55  | カルロス・サインツ         | フェラーリ                              | 50     | +20.834             | 12   | 8    |
| 7     | 44  | ルイス・ハミルトン         | メルセデス                              | 50     | +21.755             | 10   | 6    |
| 8     | 63  | ジョージ・ラッセル         | メルセデス                              | 50     | +23.091 1           | 3    | 4    |
| 9     | 14  | フェルナンド・アロンソ     | アストンマーティン・アラムコ-メルセデス | 50     | +25.964             | 9    | 2    |
| 10    | 81  | オスカー・ピアストリ       | マクラーレン-メルセデス                 | 50     | +29.496             | 18   | 2 FL |
| 11    | 10  | ピエール・ガスリー         | アルピーヌ-ルノー                       | 50     | +34.270             | 4    |      |
| 12    | 23  | アレクサンダー・アルボン   | ウィリアムズ-メルセデス                 | 50     | +43.398             | 5    |      |
| 13    | 20  | ケビン・マグヌッセン       | ハース-フェラーリ                       | 50     | +44.825             | 8    |      |
| 14    | 3   | ダニエル・リカルド         | アルファタウリ-ホンダ・RBPT             | 50     | +48.525             | 14   |      |
| 15    | 24  | 周冠宇                     | アルファロメオ-フェラーリ               | 50     | +50.162             | 17   |      |
| 16    | 2   | ローガン・サージェント     | ウィリアムズ-メルセデス                 | 50     | +50.882             | 6    |      |
| 17    | 77  | バルテリ・ボッタス         | アルファロメオ-フェラーリ               | 50     | +1:25.350           | 7    |      |
| 18†   | 22  | 角田裕毅                   | アルファタウリ-ホンダ・RBPT             | 46     | ギアボックス        | 20   |      |
| 19†   | 27  | ニコ・ヒュルケンベルグ     | ハース-フェラーリ                       | 45     | パワーユニット      | 13   |      |
| Ret   | 4   | ランド・ノリス             | マクラーレン-メルセデス                 | 2      | アクシデント        | 15   |      |
| 出典: |     |                            |                                         |        |                     |      |      |

追記
- ^FL - ファステストラップの1点を含む
- ^† - リタイアだが、90%以上の距離を走行したため規定により完走扱い
- ^1 - ラッセルはフェルスタッペンと接触した件の責任を問われ、5秒ペナルティ（ペナルティ未消化のため、レースタイムに5秒加算）とペナルティポイント2点（累積4点）が科せられた[1][W 24]

勝者マックス・フェルスタッペンの平均速度
- 208.636 km/h (129.640 mph)

ファステストラップ
- オスカー・ピアストリ - 1:35.490（47周目）

ラップリーダー
太字は最多ラップリーダー
- マックス・フェルスタッペン - 29周 (1-15, 37-50)
- シャルル・ルクレール - 13周 (16-21, 27-31, 35-36)
- セルジオ・ペレス - 8周 (22-26, 32-34)

## 達成された主な記録
（特記のない出典: ）
ドライバー
- 年間最多勝利（18勝）: マックス・フェルスタッペン - 第19戦メキシコシティGPで樹立した年間最多勝利記録（16勝）をさらに更新[2][W 28]

コンストラクター
- 年間最多勝利（20勝）: レッドブル - 2016年のメルセデス（19勝）を超える新記録[2][W 29]

エンジン
- 年間最多勝利（20勝） / 通算20勝: ホンダ・RBPT - 2016年のメルセデス（19勝）を超える新記録[2][W 30][注 4]

## 第22戦終了時点のランキング
|       | 順位 | ドライバー                 | ポイント |
| ----- | ---- | -------------------------- | -------- |
|       | 1    | マックス・フェルスタッペン | 549      |
|       | 2    | セルジオ・ペレス           | 273      |
|       | 3    | ルイス・ハミルトン         | 232      |
| 2     | 4    | カルロス・サインツ         | 200      |
| 1     | 5    | フェルナンド・アロンソ     | 200      |
| 出典: |      |                            |          |

|       | 順位 | コンストラクター                        | ポイント |
| ----- | ---- | --------------------------------------- | -------- |
|       | 1    | レッドブル-ホンダ・RBPT                 | 822      |
|       | 2    | メルセデス                              | 392      |
|       | 3    | フェラーリ                              | 388      |
|       | 4    | マクラーレン-メルセデス                 | 284      |
|       | 5    | アストンマーティン・アラムコ-メルセデス | 273      |
| 出典: |      |                                         |          |

- 注：いずれもトップ5まで掲載。サインツとアロンソは同点だが、上位入賞回数の差（サインツが優勝1回に対し、アロンソは優勝なし）でサインツが上位となる。